# Рамна (Пеонија)
Рамна (грч. Ομαλό, Омало) је насељено место у општини Пеонија у периферији Средишња Македонија, Грчка. Према попису из 2021. године било је 104 становника.
Према бугарском географу и историчару, Василу Канчову, у Рамни је 1900. године живело 150 Словена хришћана. Због притиска грчких власти иселиле су се две породице у Бугарску а на њихово место је насељено 16 грчких избегличких породица, укупно 44 особа. Касније су избегличке породице напустиле село, тако је 1940. године Рамно имало 216 житеља Словена.